# Die Spinnen, 1. Teil: Der Goldene See
Die Spinnen, 1. Teil - Der Goldene See (Las arañas, 1.ª parte - El lago de oro) es una película muda alemana de 1919 dirigida por Fritz Lang. Se trata de la tercera película rodada por él, aunque la primera película suya que se conserva. Está interpretada en sus primeros papeles por Carl de Vogt, Lil Dagover y Ressel Orla.

## Argumento
Durante una velada la noche anterior al inicio de la regata American-Japan, con salida en San Francisco, el candidato favorito a la victoria, Kay Hoog (Carl de Vogt) anuncia que no participará en ella. Ello se debe a que ha encontrado en el mar una botella y en su interior un mensaje de un prestigioso profesor perdido en una expedición a Perú seis meses antes. En el mensaje se da noticia de una civilización antigua aún existente y de un gran tesoro.
Lio Sha (Ressel Orla), presente en tal velada y perteneciente a "las Arañas", banda delictiva internacional, hace que roben el mensaje y, con la colaboración del Dr. Telphas (Georg John), propone a la asamblea clandestina de "las Arañas" y consigue la aprobación de una expedición en busca del tesoro.
Lio Sha y Kay Hoog vuelven a coincidir en México, donde en medio de una trepidante escena ("adulador guiño de Lang a su querido género western") Kay se apodera de un documento secreto y logra huir. En dicho documento se habla de un barco de diamantes, anticipando así la segunda entrega de la película.
Tras un viaje en globo, Kay Hoog llegará a la ciudad inca indicada y conocerá a Naela (Lil Dagover), la sacerdotisa del Sol, a quien salvará del ataque de una gigantesca sierpe.
También Lio Sha llegará a la ciudad acompañada de sus esbirros, pero estos no podrán impedir la captura de aquella por los incas, quienes piensan sacrificarla en el Festival del Sol, a celebrar en tres días.

## Producción, influencias y estreno
Die Spinnen era un proyecto para hacer una serie de aventuras en cuatro entregas, de las que solo llegarán a rodarse las dos primeras, Der Goldene See y Das Brillantenschiff, aunque los guiones de las dos últimas partes, Das Geheimnis der Sphynx y Um Asiens Kaiserkrone, ya estaban escritos.
Fritz Lang no busca la inspiración en las grandes novelas de la literatura universal, sino que se la proporcionan las novelas por entregas. La lectura en su infancia de novelas de aventuras, sobre todo de Karl May, influirá mucho en sus guiones y se verá reflejada en sus películas, y de manera notoria en Las Arañas.
Die Abenteuer das Kay Hoog in bekannten und unbekannten Welter (Las aventuras de Kay Hoog en mundos conocidos y desconocidos), título secundario del ciclo, supone la inmersión de Lang en un género que se alimenta del gusto por el exotismo y de un bien calculado manejo del suspense. Como podía leerse en una revista coetánea:

«La primera película alemana con una continuación que, siguiendo el modelo de los folletines, hace que el espectador espere con ansia la siguiente entrega, haciendo referencia con todos los medios posibles a esta continuación». (Der Film, núm. 41/1919, pág. 43 y sig.)

En la época en que Fritz Lang estuvo en París por primera vez (1913-14) ya era un gran aficionado al cine. Lang recuerda haber visto Rocambole, de George Denola, y es posible que también viera películas de Louis Feuillade, pues la serie del malhechor Fantômas se seguía proyectando en las salas con éxito. Al acabar la Primera Guerra Mundial, la popularidad de este tipo de obras, tanto literarias como cinematográficas, se incrementó notablemente en Alemania, pues proporcionaban al lector o espectador una evasión de las duras condiciones de la realidad tras la derrota.

«En aquellos días estaba de moda hacer películas que continuaban durante varias jornadas, así que proyectamos una serie titulada Las Arañas... Estoy completamente seguro de que bastantes cosas de las primeras historias de aventuras estaban sacadas de artículos que había leído en los periódicos. Recuerdo que los nombres que les di al héroe y a la heroína de Las Arañas estaban sacados de revistas americanas; tiene gracia, porque en aquella época no sabía inglés».

La película fue estrenada en Berlín, el 3 de octubre de 1919.